# Robert Millar (piłkarz)
Robert Millar (ur. 12 maja 1890 w Paisley, zm. 26 lutego 1967 w Staten Island) – amerykański piłkarz i trener pochodzenia szkockiego, reprezentant kraju, grający na pozycji napastnika.

## Kariera piłkarska
Swoją karierę zaczynał w 1909 w klubie St. Mirren. Od tego czasu grał w takich klubach jak Disston A.A., Brooklyn Field Club, Bethlehem Steel, Babcock and Wilcox, Philadelphia Hibernian, Allentown, Robins Dry Dock, J&P Coats, Erie, Tebo Yacht Basin, Fall River Marksmen, New York Field Club, New York Giants, Indiana Flooring i New York Nationals. W 1929 zakończył karierę piłkarską.

## Kariera reprezentacyjna
Karierę reprezentacyjną rozpoczął w 1925. Zagrał w dwóch spotkaniach z reprezentacji Kanady.

## Kariera trenerska
W 1925 był grającym trenerem klubu Indiana Flooring. W 1927 był grającym trenerem New York Nationals. W 1929 został trenerem Newark Skeeters. W tym samym roku objął funkcję trenera reprezentacji Stanów Zjednoczonych. Trenował ją na MŚ 1930, gdzie reprezentacja zajęła 3. miejsce. W 1933 przestał być trenerem.